# Agrionoptera
Agrionoptera  es un género  de la familia Libellulidae. Incluye seis especies que se encuentran en India y en el sureste de Asia y del Pacífico:
- Agrionoptera bartola Needham y Gyger, 1937
- Agrionoptera cardinalis Lieftinck, 1962
- Agrionoptera insignis (Rambur, 1842)
- Agrionoptera longitudinalis Selys, 1878
- Agrionoptera sanguinolenta Lieftinck, 1962
- Agrionoptera sexlineata Selys, 1879